# Chiesa di San Pietro Martire (Parma)
La chiesa di San Pietro martire era un luogo di culto cattolico domenicano di Parma; situata in adiacenza del Palazzo Ducale, fu abbattuta nel 1813.

## Storia

Trasformazione della Pilotta nel corso del tempo

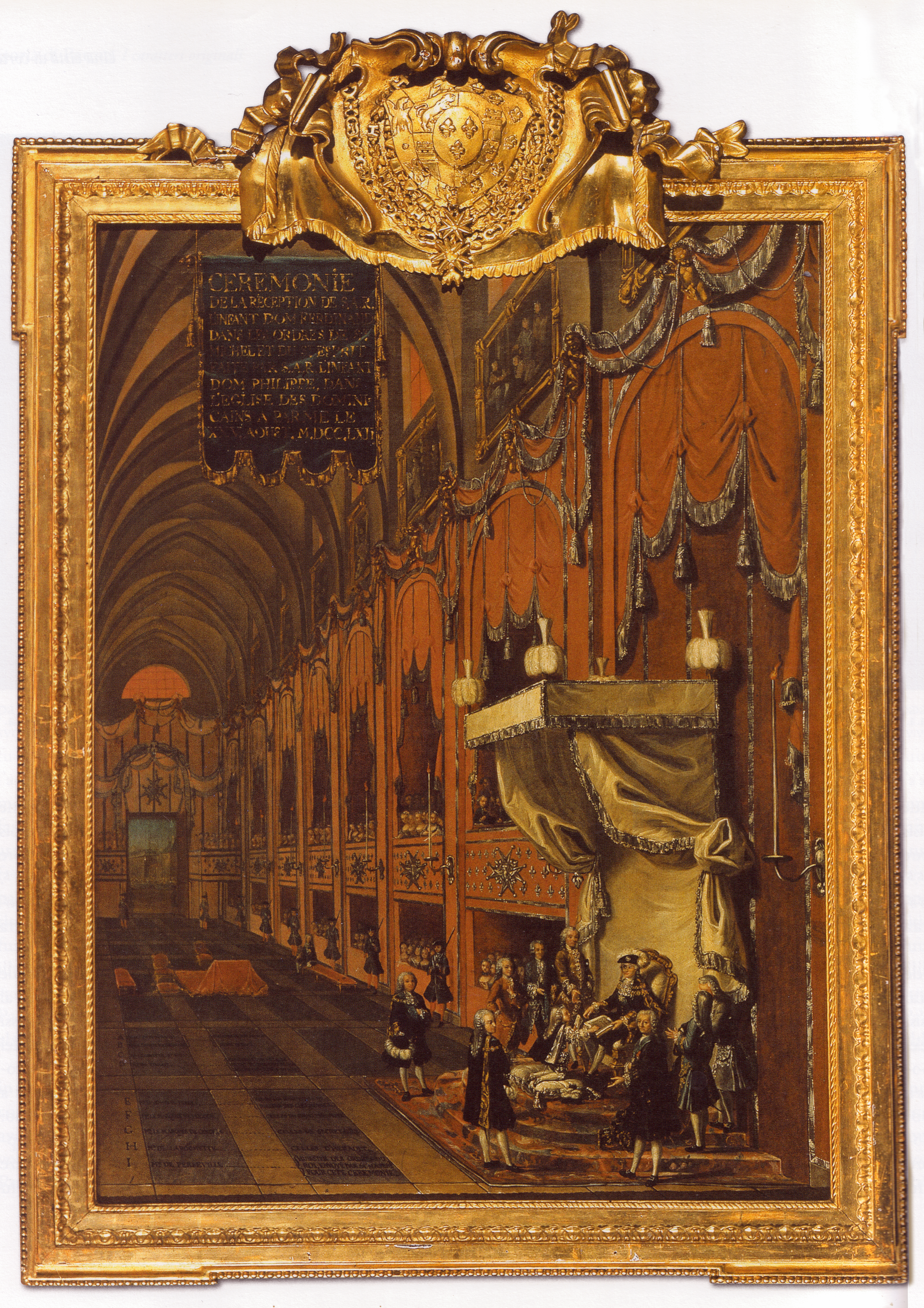
Interno della chiesa di San Pietro Martire a Parma, dipinto di A. Romagnesi, 1762

Appena insediatisi a Parma i domenicani ebbero come sede la chiesa della Santissima Trinità, che tennero fino al 1233. Si spostarono poi in Santa Maria Nuova di Martorano, dove fu attivo anche il beato Bartolomeo di Breganze, poi vescovo di Vicenza.
Nel 1244 si trasferirono in una chiesa gotica a destra del fiume Parma, che dopo la canonizzazione del primo martire dell'ordine, Pietro da Verona, prese il titolo di San Pietro martire. Chiesa e convento vennero rinnovati e ampliati nel corso del XV secolo.
Il protonotario apostolico Ugo Sanvitale nel 1254 eresse nella chiesa l'oratorio dell'Inquisizione, affrescato da Michelangelo Anselmi.
Accanto alla chiesa i Farnese fecero costruire il palazzo della Pilotta e, quando Ferdinando di Borbone decise di ampliare il Palazzo ducale (demolendo e inglobando parte del convento, come già fatto nel Seicento), i domenicani dovettero lasciare la loro sede e trasferirsi nel convento dell'Ascensione, già appartenente ai Servi di Maria. Nel 1779 i frati poterono tornare in San Pietro Martire, ma nel 1810 il convento venne soppresso assieme a tutti gli altri. La chiesa venne abbattuta solo nel 1813.
La chiesa conservava dipinti di Giovanni Battista Tinti, Giuseppe Peroni, Girolamo Bedoli, Francesco Longhi e Jan Soens: dopo la soppressione della chiesa i dipinti passarono all'Accademia di Parma, tranne il San Francesco di Bedoli, trasportato in cattedrale, e il San Ludovico di Peroni, collocato sull'altare maggiore della cappella ducale.